# Station Scarva
Station Scarva is een spoorwegstation bij Scarva in het Noord-Ierse graafschap Down. Het station ligt aan de lijn Belfast - Newry. Het station zelf ligt niet in Down, maar net over de grens in het graafschap Armagh.